# Čistokrvni konj
Čistokrvni konj ili Engleski punokrvni konj je rasa konja najbolje poznata po njihovoj upotrebi u konjskim trkama. Iako se reč čistokrvni ponekad koristi za označavanje bilo koje pasmine čistokrvnih konja, ona se tehnički odnosi samo na čistokrvne trkačke pasmine. Čistokrvnim se smatraju „toplokrvni” konji koji su poznati po svojoj agilnosti, brzini i duhu.
Čistokrvni konj, kako je danas poznat, razvijen je u Engleskoj tokom 17. i 18. veka, kada su autohtone kobile ukrštane sa uvezenim orijentalnim pastuvima arapskog, barbskog i turkomanskog porekla. Za sve savremeni čistokrvni konje mogu se pratiti njihovi pedigrei do tri pastuva koji su prvobitno uvezeni u Englesku u 17. i 18. veku, kao i do većeg broja osnivačkih kobila uglavnom engleskog uzgoja. Tokom 18. i 19. veka, pasmina čistokrvnih konja se proširila širom sveta. Oni su uvezeni u Severnu Ameriku počevši od 1730. godine, i u Australiju, Evropu, Japan i Južnu Ameriku tokom 19. veka. Milioni čistokrvnih konja postoje danas, a oko 100.000 ždrebadi se registruje svake godine širom sveta.
Čistokrvni konji se uglavnom koriste za trke, ali se takođe uzgajaju i za druge jahačke discipline, kao što su šou skakanje, kombinovani trening, dresura, polo i lov na lisice. Takođe se često ukrštaju kako bi se stvorile nove rase ili poboljšale postojeće. Oni su imali uticaja u stvaranju kvarternih, standardnih, anglo-arapskih i raznih toplokrvnih rasa.
Čistokrvni trkački konji se izlažu maksimalnom naporu, što rezultira visokom stopom nesreća i zdravstvenih problema, kao što je krvarenje iz pluća. Ostali zdravstveni problemi obuhvataju nisku plodnost, abnormalno mala srca i mali odnos masa kopita i tela. Postoji nekoliko teorija o razlozima rasprostranjenosti nesreća i zdravstvenih problema kod čistokrvnih konja, i istraživanja su u toku.

## Registracija, uzgoj i populacija
Broj ždrebadi čistokrvnih konja registrovanih svake godine u Severnoj Americi znatno varira, što je uglavnom povezano sa uspehom aukcijskog tržišta, koje zavisi od stanja ekonomije. Prinos ždrebadi je bio preko 44.000 u 1990, ali je opao na oko 22.500 do 2014. Najveći broj je registrovan u državama Kentaki, Florida i Kalifornija. Australija je drugi najveći proizvođač čistokrvnih konja na svetu sa skoro 30.000 priplodnih kobila, koje godišnje proizvodu oko 18.250 ždrebadi. Britanija proizvodi oko 5.000 ždrebadi godišnje, a širom sveta, postoji više od 195.000 aktivnih priplodnih kobila, ili ženki koje se koriste za uzgoj. Godine 2006. je bilo 118.000 registrovane ždrebadi. Industrija čistokrvnih konja je veliki agrobiznis, koji godišnje generiše oko 34 milijarde dolara prihoda u Sjedinjenim Državama i obezbeđuje oko 470.000 radnih mesta kroz mrežu farmi, centara za obuku i trkaćih staza.

## Napomene
1. ↑  Treba imati na umu da neki promotivni materijali iz Džokej kluba navode da u SAD-u danas postoji nešto manje od 1,3 miliona registrovanih čistokrvnih konja,[5] ali kombinovanjem ovih podataka sa podacima o registracijama ždrebadi dobija se prosečni životni vek čistokrvnih konja od 35 godina, što je daleko iznad normale za konje.

## Literatura
- Arthur, RM;  . (2003). „North American Thoroughbred”.  Ур.: Ross MW, Dyson SJ. Diagnosis and Management of Lameness in the Horse. St. Louis, MO: Saunders. стр. 872. ISBN 978-0-7216-8342-3.
- Barakat, Christine (oktobar 2007). „Why Size Matters”. Equus. 361: 36—42.
- Barrett, Norman, ур. (1995). The Daily Telegraph Chronicle of Horse Racing. Enfield, UK: Guinness Publishing.
- Bongianni, Maurizio (1983). Champion Horses: An Illustrated History of Flat Racing, Steeplechasing and Trotting Races. New York: Bonanza Books. ISBN 978-0-517-43933-3.
- Bongianni, Maurizio (1987). Simon & Schuster's Guide to Horses and Ponies. New York: Fireside. ISBN 978-0-671-66068-0.
- Bourke, JM (1994). „Fatalities on racecourses in Victoria: a seven year study”. Proceedings of the 10th International Conference of Racing Analysts and Veterinarians.
- Bruce, S.D. (1884). The American Stud Book, Vol. 1, Revised Edition. New York: Sanders D. Bruce.
- Buecker, Thomas R. (2002). Fort Robinson and the American century, 1900–1948. Lincoln: Nebraska State Historical Society. ISBN 978-0-933307-29-2.
- Cunningham EP, Dooley JJ, Splan RK, Bradley DG (decembar 2001). „Microsatellite diversity, pedigree relatedness and the contributions of founder lineages to thoroughbred horses”. Animal Genetics. 32 (6): 360—4. PMID 11736806. doi:10.1046/j.1365-2052.2001.00785.x.
- Derry, Margaret Elsinor (2006). Horses in Society: A Story of Animal Breeding and Marketing, 1800–1920. Toronto: University of Toronto Press. ISBN 978-0-8020-9112-3.
- Equine Research, Inc. (1982). Breeding Management and Foal Development. Grand Prairie, Texas: Equine Research. ISBN 978-0-935842-04-3.
- Erigero, Patricia. „New Research Sheds Light on Old Pedigrees”. Genetic Markers. Thoroughbred Heritage. Приступљено 17. 2. 2008. which cites Hill, E. W.;  . (2002). „History and Integrity of Thoroughbred Dam Lines Revealed in Equine mtDNA Variation” (PDF). Animal Genetics. 33 (4): 287—294. PMID 12139508. doi:10.1046/j.1365-2052.2002.00870.x. Приступљено 17. 2. 2008.
- Erigero, Patricia. „Who's Your Momma II: Some Lines Converge”. Genetic Markers. Thoroughbred Heritage. Приступљено 17. 2. 2008. which cites Hill, E. W.;  . (2002). „History and Integrity of Thoroughbred Dam Lines Revealed in Equine mtDNA Variation” (PDF). Animal Genetics. 33 (4): 287—294. PMID 12139508. doi:10.1046/j.1365-2052.2002.00870.x. Приступљено 17. 2. 2008.
- Erigero, Patricia. „Who's Your Momma III: Some Lines Misplaced”. Genetic Markers. Thoroughbred Heritage. Приступљено 17. 2. 2008. which cites Hill, E. W.;  . (2002). „History and Integrity of Thoroughbred Dam Lines Revealed in Equine mtDNA Variation” (PDF). Animal Genetics. 33 (4): 287—294. PMID 12139508. doi:10.1046/j.1365-2052.2002.00870.x. Приступљено 17. 2. 2008.
- Evans, Warren J.; Borton, Anthony; L. Dale Van Vleck; Hintz, Harold (1990). The Horse (Second изд.). San Francisco: W.H. Freeman. ISBN 978-0-7167-1811-6.
- Finley, Bill (6. 10. 2006). „Sadly, No Way to Stop Deaths”. New York Daily News.
- Glyn, Richard (1971). The World's Finest Horses and Ponies. London: Harrap. ISBN 978-0-245-59267-6.
- Grady, Denise (23. 5. 2006). „State of the Art to Save Barbaro”. The New York Times. Приступљено 17. 2. 2008.
- Hedge, Juliet; Wagoner, Don M. (2004). Horse Conformation: Structure, Soundness and Performance. Globe Pequot. ISBN 978-1-59228-487-0.
- Henry, Marguerite (1967). All About Horses. Random House. ISBN 978-0-394-80243-5.
- Jones, Caroline (oktobar 1973). „Fox Hunting in America”. American Heritage Magazine. 24 (6).
- Kluger, Jeffrey (28. 5. 2006). „Bred for Speed...Built for Trouble”. Time Magazine. Архивирано из оригинала 06. 04. 2008. г. Приступљено 17. 2. 2008.
- MacKey, Valorie S.; Trout, Donald R.; Meagher, Dennis M.; Hornof, William J. (1987). „Stress fractures of the humerus, radius, and tibia in horses: clinical features and radiographic and/or scintigraphic appearance”. Veterinary Radiology & Ultrasound. 28 (1): 26—31. doi:10.1111/j.1740-8261.1987.tb01719.x.
- Merriam-Webster (1989). The Merriam-Webster Dictionary of English Usage. Springfield, MA: Merriam-Webster. ISBN 978-0-87779-132-4.
- Miller, Robert M. (jesen 2006). „And They Call Us Horse Lovers”. Cowboy Magazine. Приступљено 17. 2. 2008.
- Milner, Mordaunt (1990). The Godolphin Arabian: The Story of the Matchem Line. London: J. A. Allen. ISBN 978-0-85131-476-1.
- Montgomery, Edward E. (1971). The Thoroughbred. New York: Arco Publishing. ISBN 978-0-668-02824-0.
- Morris, Tony (1990). Thoroughbred Stallions. Swidon, Wiltshire: Crowood Press. ISBN 978-1-85223-331-0.
- Napier, Miles (1977). Blood will tell: Orthodox breeding theories examined. London: J. A. Allen. ISBN 978-0-85131-254-5.
- Oikawa, M;  . (1994). „Effect of restructuring of a racetrack on the occurrence of racing injuries in thoroughbred horses”. Journal of Equine Veterinary Science. 14 (5): 262—268. doi:10.1016/S0737-0806(06)81951-9.
- Oke, Stacey (jul 2008). „Understanding and Preventing Catastrophic Injuries”. The Horse.
- Patten, John W. (1960). The Light Horse Breeds: Their Origin, Characteristics, and Principal Uses. New York: Bonanza Books. OCLC 403717047.
- Pedulla, Tom (4. 6. 2006). „Injury steps up scrutiny on Triple Crown schedule”. USA Today. Приступљено 17. 2. 2008.
- Phifer, Kate Gilbert (1978). Track Talk: An Introduction to Thoroughbred Racing. Washington, D.C.: Robert B. Luce Co. ISBN 978-0-88331-098-4.
- Pickrell, John (septembar 2005). „95% of thoroughbreds linked to one superstud”. NewScientist.com news service. New Scientist. Архивирано из оригинала 25. 02. 2008. г. Приступљено 17. 2. 2008.
- Robertson, William P. (1964). The History of Thoroughbred Racing in America. New York: Bonanza Books. OCLC 1028160.
- Rosenblatt, Richard (23. 4. 2007). „Barbaro's Legacy: Better Life for Horses”. Washington Post. Приступљено 17. 2. 2008.
- Walker, Childs & Ordine, Bill (30. 1. 2007). „Barbaro's injury highlighted problems, medical advances”. Baltimore Sun. Архивирано из оригинала 11. 10. 2008. г. Приступљено 17. 2. 2008.
- Wall, John F. (1949). Famous Running Horses: Their Forebears and Descendants (Reprint edition from Kessinger Publishing (2007) изд.). Washington, DC: Infantry Journal Press. ISBN 978-1-4325-9386-5.
- Willett, Peter (1982). The Classic Racehorse. Lexington, KY: University Press of Kentucky. ISBN 978-0-8131-1477-4.
- Willett, Peter (1970). The Thoroughbred. New York: G. P. Putnam's Sons. ISBN 978-0-297-00225-3.